# 不正リスク対応基準
監査における不正リスク対応基準（かんさにおけるふせいリスクたいおうきじゅん）とは、公認会計士・監査法人による財務諸表監査の一部に適用される基準である。

## 概要
不正リスク対応基準は、2013年3月に企業会計審議会により設定された。その背景にはオリンパス事件などの「不正による不適切な事例」がある。
不正リスク対応基準は財務諸表監査における「不正による重要な虚偽表示のリスク」（以下「不正リスク」）への対応を明らかにし、監査をより実効性のあるものとすることを目的としている。
不正リスク対応基準は、「監査基準及び品質管理基準とともに、一般に公正妥当と認められる監査の基準を構成し、監査基準及び品質管理基準と一体となって適用される」。ただし、その適用対象は、上場企業等の財務諸表監査に限られており、すべての財務諸表監査監査に適用されるわけではない。
内容としては、2016年2月現在、「職業的懐疑心の強調」、「不正リスクに対応した監査の実施」、「不正リスクに対応した監査事務所の品質管理」の三つに分かれている。また、付録として「不正リスク要因の例示」、「不正による重要な虚偽の表示を示唆する状況の例示」がある。